# Printemps au parking
Printemps au parking est un roman français de Christiane Rochefort paru en 1969.

## Résumé
La première version, écrite avant 1968, ne faisait donc aucune allusion à la crise majeure qui secoua la société française cette année-là. Bien que son roman ait anticipé en grande partie la soif de liberté qui s'est exprimée alors, l'auteure voulut en réécrire toute la fin, en vue de rendre plus explicite le thème principal, qui était aussi celui de mai 1968: la liberté individuelle, en particulier dans le domaine de la sexualité, est ou devrait être absolue (dès que les protagonistes ont l'âge de raison), et ne dépendre d'aucune règle, convention ou catégorie. Christiane Rochefort explique dans son essai C'est bizarre l'écriture que, pour elle, la sexualité est un des moyens les plus rapides, les plus abrupts et les plus immédiats de parvenir à une prise de conscience, aux niveaux moral, social et politique, et cette prise de conscience est encore plus radicale dans le cas de l'homosexualité.

## Éditions
- Rochefort (Christiane), Printemps au parking, Bernard Grasset, 1969, 272 p.
- Rochefort (Christiane), Printemps au parking, suivi de C'est bizarre l'écriture, Bernard Grasset, 1998, 323 p.  (ISBN 2-246-16033-2).
- Salinger (J. D.), L'attrape-cœurs. Traduction J.-B. Rossi, Robert Laffont, 1953. Traduction Anne Saumont, Robert Laffont, 1986.